# 블라디미르 안튜페예프
블라디미르 유리예비치 안튜폐예프(러시아어: Влади́мир Ю́рьевич Антюфе́ев, 1951년 2월 19일 ~ ) 또는 바딤 게오르기예비치 솁초프(러시아어: Вади́м Гео́ргиевич Шевцо́в)는 1991년 라트비아 정부 전복 시도에 가담했던 구 소련 특수임무기동부대(OMON) 경찰관이다. 1992년부터 2011년까지 "바딤 솁초프"라는 이름으로 몰도바 영토 안에 있는 친러시아 성향의 분리주의 국가인 트란스니스트리아의 국가보안부장을 역임했다. 그는 러시아인이자 트란스니스트리아인이며 라트비아와 몰도바 경찰은 그를 수배 대상에 포함시켰다. 2014년 7월, 안튜폐예프는 우크라이나의 친러시아 분리주의 반군 지도자가 되었다.